# تاريخ القرص المرن

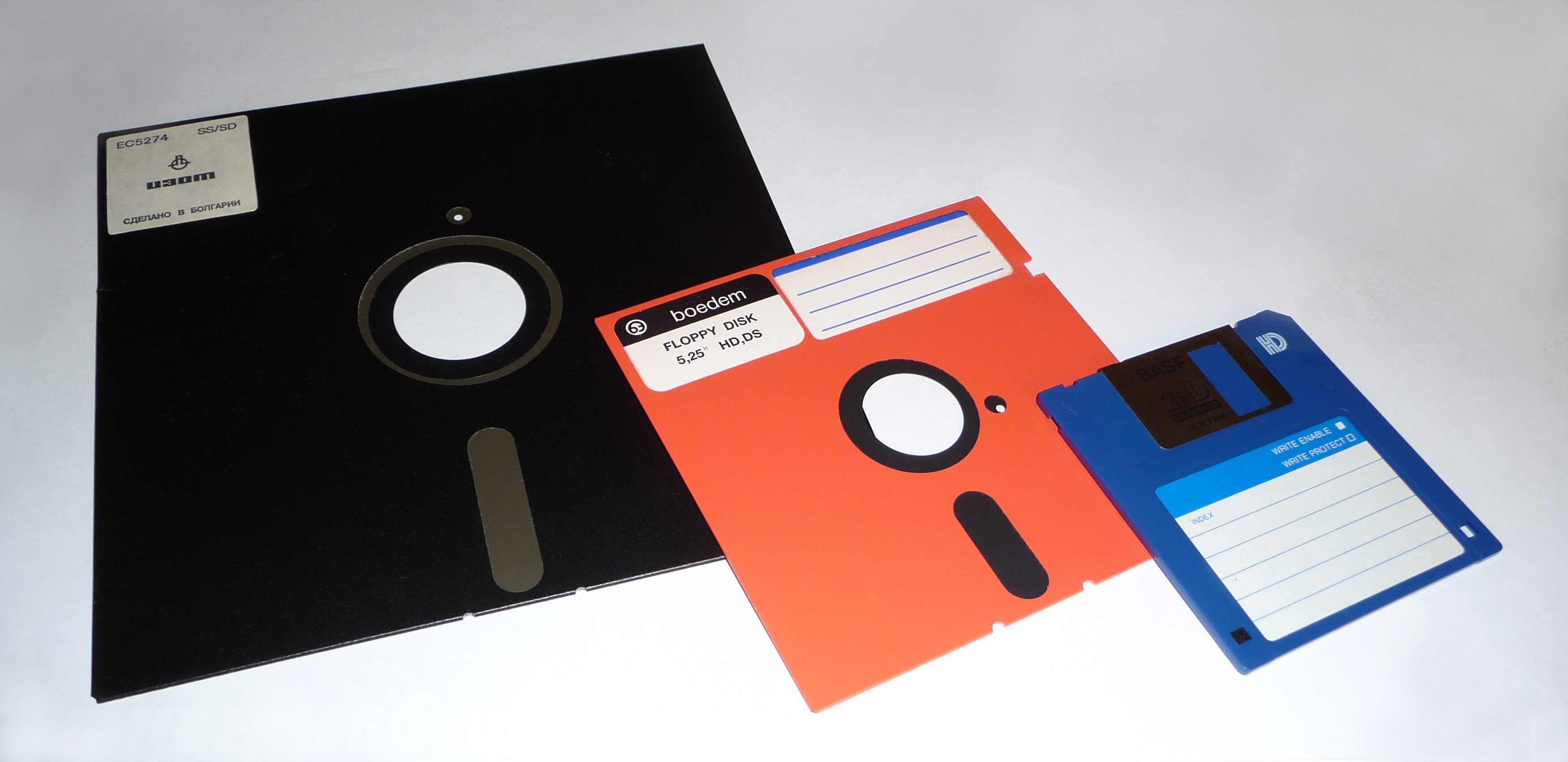
ثلاث أقراص مرنة بأحجام مختلفة

يعود تاريخ تطوير القرص المرن إلى عقد الستينيات من القرن العشرين. والقرص المرن هو وسيط يستخدم لتخزين البيانات، ويتألف من قرص مغناطيسي رفيع ومرن دائري الشكل ومُغلف بحافظة بلاستيكية مربعة أو مستطيلة الشكل، وتتم كتابة وقراءة البيانات المختزنة على القرص المرن باستخدام محرك الأقراص المرنة (FDD). بدأ العمل على تطوير أول محرك أقراص مرنة في العالم عام 1967 داخل إحدى المنشآت التابعة لشركة أي بي إم في مدينة سان خوسيه بولاية كاليفورنيا، وهو ما أدى إلى ظهور أول قرص مرن في العالم، والذي طُرح في السوق في عام 1971، وكان هذا القرص بحجم ٨ بوصات (20 سم). وفي عام 1976، طُرح أول قرص مرن بحجم 5 بوصات وربع، والذي كان أصغر وأكثر ملاءمة مما ساعد على انتشاره الواسع على مستوى العالم وأصبح جزءًا من أنظمة معالجة النصوص المخصصة وأجهزة الحواسب الشخصية. وفي عام 1982 طُرح أول قرص مرن بحجم 3 بوصات ونصف، والذي أخذ يحل محل الأقراص المرنة بحجم 5 بوصات وربع تدريجيًّا، ومع هذا ظل كلا الحجمين شائعا الاستخدام في الأسواق العالمية خلال حقبتي الثمانينيات والتسعينيات من القرن العشرين على الرغم من ظهور إصدارات لاحقة من الأقراص المرنة بأحجام متنوعة. استمر استخدام الأقراص المرنة كوسيلة لنقل وتخزين البيانات على مدى ما يقرب من 40 عامًا، ولكن بدءًا من منتصف تسعينيات القرن العشرين شهد استخدامها تراجعا ازدادت وتيرته بحلول عام 2000، فأصبح استخدامها يقتصر بشكل أساسي على الأجهزة والحواسب القديمة، ولاسيما في المعدات الصناعية والموسيقية، إلى أن اختفت الأقراص المرنة من الأسواق بشكل كامل، وكان آخر طراز من الأقراص المرنة الجديدة هو الذي طرحته شركة سوني في عام 2011.

## البدايات
في أواخر ستينيات القرن العشرين، أرادت شركة آي بي إم استخدام ذاكرة الوصول العشوائي كمخزن تحكم قابل للكتابة في الأنظمة ووحدات التحكم المستقبلية الخاصة بها، وهو ما جعلها بحاجة إلى تطوير جهاز رخيص وموثوق، للقراءة فقط، وكذلك تطوير وسيلة مُصاحبة لعملية تخزين ونقل البرنامج الدقيق لمخزن التحكم، ولتحميل البرنامج الدقيق إلى مخزن التحكم عند تشغيل النظام. كلفت الشركة فريقًا من المهندسين بتنفيذ المشروع، وبالفعل استطاع الفريق تطوير محرك الأقراص المرنة 23FD، وأدى هذا إلى تطوير أول قرص مرن قابل للقراءة فقط، والذي كان عبارة عن قرص مغناطيسي غير مغلف قطره 8 بوصات (200 مم) عُرف باسم «قرص الذاكرة»، وكان قادرًا على استيعاب 80 كيلوبايت من البيانات. ومع الاستخدام، بدأت الأتربة وجزيئات الغبار تتسلل إلى داخل القرص المغناطيسي لتشكل خطورة على سلامة القرص والبيانات المختزنة داخله، فلجأ مهندسو الشركة إلى تغطية القرص بغلاف بلاستيكي مبطن بقطعة قماش لمنع وصول الأتربة وجزيئات الغبار إلى داخل القرص.
طرحت شركة آي بي إم القرص المرن تجاريًا لأول مرة عام 1971، واستخدمت لكتابة البيانات على الأقراص المرنة جهازًا أطلق عليه اسم ماكريل أو «Mackerel». وفي 6 يونيو (حزيران) 1972، حصل كل من رالف فلوريس، وهربرت إ. تومسون، ووارن ل. دالزيل، وجاي ب. نيلسون، ودونالد ل. وارتنر، مهندسو شركة آي بي إم في سان خوسيه على براءة اختراع القرص المرن المسجلة برقم 3،668،658، ثُم حصلوا في 18 يوليو (تموز) 1972 على براءة اختراع محرك الأقراص المرنة، والمسجلة برقم 3,678,481.